# 삼정항 (포항시)
삼정항은 경상북도 포항시 남구 구룡포읍 삼정리에 있는 어항이다. 1973년 10월 16일 지방어항으로 지정하여 관리하고 있다. 시설관리자는 포항시장이다.
사라말등대에서 북동쪽 약 1.6km에 위치하고 있는 작은 만내에 어업과 생활권을 구룡포항과 함께하고 있는 이 어항은 동쪽에 두 개의 봉우리가 있는 섬으로 관풍대암이 있으며 어촌정주어항으로서 북쪽에 삼정3리항, 남쪽에는 삼정1리항이 있다. 어업인구 360여명, 어선 22척이 조업하고 있으며 지역수산물은 광어, 도다리, 전복, 성게, 멍게 등이다.

## 어항 연혁
- 옛날에 3정승이 살았던 곳이라 하여, 혹은 삼정승을 지낸 분이 살았다 하여, 또 다른 일설에는 마을의 지세가 좋아 3정승이 날 것 같다고 하여 불리던 이름이라고 한다.

## 어항 구역
본 항의 어항구역은 다음과 같다.
- 삼정항 동측 섬의 서측 끝(N : 251,849.972, E : 278, 909.835)에서 정남으로 200m 지점(N : 251,849.972, E : 279,109.835)에서 남서측으로 500m 지점(N : 251,408.409, E : 279,344.403)에서 직각으로 105m 연장하여 육지와 연결한 선(N : 251,359.167, E : 279,251.708)내 공유수면(A=138,000m2)

## 어항 시설
- 북방파제 275m, 남방파제 195m, 물양장 90m,방사제 95m

## 개발 계획
2009년 10월 12일 변경고시된 어장개발 계획은 다음과 같다.
- 북방파제 275m, 남방파제 195m, 내측방파제 90m, 방사제 95m, 이안제 70m, 물양장 90m, 호안 315m, 준설 1,449m3, 기타 1식

## 주요 어종
- 삼정항은 구룡포 과메기로 유명하며 특히 대게는 전국 유통량의 대부분을 차지할 정도로 많이 생산된다.